# Giovanni Zanardi
Giovanni Zanardi (Bologna, 1700 – 1769) è stato un pittore italiano di quadrature nel tardo barocco.

## Biografia
Studiò con Stefano Orlandi e divenne noto come lo zoppetto dell'Orlandi. Si recò a Malta per dipingere la Concattedrale di San Giovanni. Ritornato a Bologna, lavorò ancora brevemente con Orlandi in un soffitto del palazzo Aldrovandi. Contribuì anche ad affrescare gli alloggi bolognesi del pretendente inglese Carlo Edoardo Stuart nel 1720.
Contribuì al restauro degli affreschi di Palazzo de' Zamboni per la Principessa di Mirandola. Insieme ad Antonio Dardani collaborò alla decorazione del Teatro Regio di Modena. Con il pittore di figure Coletti collaborò alla decorazione del Palazzo di Delizia di Rivabella. Nel 1723, tornato a Bologna, dipinse con Francesco Monti il soffitto della sacrestia dell'oratorio della Casa Bianchini al Lavino.
Insieme a Leonardo Sconzani dipinse una tela che ricorda le celebrazioni funebri del conte e senatore Vincenzo Ranuzzi, tenutesi nella chiesa di Santa Maria Maggiore, a Bologna, nel 1725, e collaborarono anche ad una cappella della Chiesa dei Filippini presso il Palazzo Paulucci de Calboli di Forlì fino al 1726. Nel 1767 fu nominato accademico onorario dell'Accademia Clementina.